# Девос, Хелен
Хелен Джун Девос (в девичестве Ван Везеп; 24 февраля 1927 — 18 октября 2017 года) — американский филантроп и политический спонсор. Она была супругой Ричарда Девоса, соучредителя компании Amway, специализирующейся на производстве косметических средств и товаров для дома. Он также являлся владельцем баскетбольной команды «Орландо Мэджик». Хелен также была свекровью министра образования США Бетси Девос.

## Ранние годы
Хелен Джун Ван Везеп родилась 24 февраля 1927 года в Гранд-Рапидс, штат Мичиган, в семье Джорджа и Вильмы Ван Везеп. Когда она была подростком её семья переехала во Франкфорт, штат Мичиган, где она окончила франкфортскую среднюю школу. До переезда во Франкфорт она также посещала христианскую школу «Grand Rapids».
Девос окончила колледж «Calvin University», где получила степень в области образования.

## Карьера
Девос работала учительницей до того, пока не переехала в Аду, штат Мичиган, и не вышла замуж.
Она входила в совет директоров Симфонического оркестра Гранд-Рапидс и Музыкального центра Святой Сесилии.

## Личная жизнь
В 1953 году Хелен вышла замуж за Ричарда Девоса. Они жили по соседству с бизнесменом Джеем ван Анделем и его женой Бетти. Ричард и Джей были школьными друзьями, они вместе занимались продажами витаминов и пищевых добавок торговой марки «Nutrilite» до того, как в 1959 году совместно основали компанию Amway.
В браке Хелен родила троих сыновей: Дика, Дена и Дага, а также дочь Шери ДеВос-Вандер Вейде. Все четверо детей активно занимаются семейным бизнесом, а также благотворительностью.

## Смерть
18 октября 2017 года Хелен Девос в возрасте 90 лет скончалась в своем доме в городе Ада, штат Мичиган. Причиной смерти стали осложнения от перенесенного ранее инсульта, который Хелен перенесла после поставленного ей диагноза миелоидного лейкоза.

## Наследие
Сообщалось, что на момент её смерти семья Девос пожертвовала на благотворительность более 1,2 миллиарда долларов. Фонд Ричарда и Хелен Девос был основным центром благотворительности всей семьи. Хелен уделяла особое внимание детским, образовательным и музыкальным благотворительным организациям. В Гранд-Рапидсе в её честь названа детская больница. Также в честь семьи ДеВос названы следующие здания: японский сад Ричарда и Хелен Девос в садах Фредерика Мейера, здание Ричарда и Хелен Девос в колледже Хоуп, а театр, названный в честь её родителей, Джорджа и Вильмы Ван Везеп. В Государственном университете Гранд-Вэлли была учреждена президентская стипендия Хелен ДеВос для студентов, изучающих музыку и искусство. А в университете Ли её именем назван педагогический колледж.